# Campionato europeo femminile di pallacanestro Under-18 1975
Il Campionato europeo femminile di pallacanestro Under-18 1975 (noto anche come FIBA EuroBasket Women Under-18 1975) si è svolto in Spagna, a Vigo.

## Classifica finale
| Campione d'Europa | Campione d'Europa | Campione d'Europa |
| ----------------- | ----------------- | ----------------- |
| Cecoslovacchia    |                   |                   |
| Argento           | Polonia           |                   |
| Bronzo            | Unione Sovietica  |                   |
| 4.                | Bulgaria          |                   |
| 5.                | Ungheria          |                   |
| 6.                | Spagna            |                   |
| 7.                | Jugoslavia        |                   |
| 8.                | Italia            |                   |
| 9.                | Israele           |                   |
| 10.               | Francia           |                   |
| 11.               | Germania Ovest    |                   |
| 12.               | Austria           |                   |